# Sodoma Gomora (hudební skupina)
Sodoma Gomora je česká horrorcorová skupina.
Kapela je složena ze dvou umělců – Řezníka a DeSada. Nejprve rozjížděli kariéru sólově. V roce 2008, po několika předchozích spolupracích, se zrodila kapela Sodoma Gomora, jejíž hudební tvorba se dříve soustředila v území, kde oba jmenovaní prožili mládí, tedy ve Šluknovském výběžku. Oba přijali nové přezdívky v rámci skupiny (SWD - DeSade, Řezník - M.Engele). Kvůli studijním a pracovním důvodům se ale později přestěhovali do Prahy. Koncertují napříč Českou republikou, ale nevynechali ani koncerty na Slovensku nebo Francii.

## Diskografie

### Alba
- Bůh se utnul EP (2008)
- Na konci tunelu je tma (2010)
- Ostatky Svatého Jidáše (2013)
- Éra Déra (2013)
- Multikill (2017)
- Resuerekce (2022)

### Singly
- Kazisvět - Sodoma Gomora feat. Streetmachine (2023)

### Videoklipy
- Sodoma Gomora Rap - Sodoma Gomora (2008)
- Snuff Porn Gore & Soddom - Sodoma Gomora feat. MC Bushpig (2008)
- Splatter Rape! - Sodoma Gomora feat. Butchers Harem (2010)
- Papež - Gambrz reprs feat. Sodoma Gomora (2011)
- Zasraný Vánoce - Sodoma Gomora (2011)
- Decibely Hněvu - Sodoma Gomora feat. Streetmachine (2012)
- Insane Insane! - Sodoma Gomora (2013)
- Chcípni! - Sodoma Gomora (2015)
- Terminator - Sodoma Gomora feat. Dope D.O.D. (2017)
- Europathic - Sodoma Gomora feat. Słoń, Astral One, Byzo, Dope D.O.D., G-ko (2022)
- Kazisvět - Sodoma Gomora feat. Streetmachine (2023)

## Spolupráce

### Česko
- El Maroon
- Siegber
- Masový Wrazi
- Luk a Šíp
- Gambrz reprs
- Terror Crew
- Masna Mord
- Hrobka a Pitva
- Dr. Kremátor
- Bersick
- Záviš
- Streetmachine
- Undead Orchestra
- James Cole
- Hugo Toxxx
- Astral One
- Gutalax
- Hentai Corporation
- Haades Pes

### USA
- King Gordy
- Bizarre
- Mastamind
- Razakel
- SykOsicK

### Austrálie
- Butchers Harem
- Dyad Souls
- KidCrusher
- MC Bushpig
- MC Mangina
- MC Cumblood

### Rusko
- Heaven
- MC Val

### Německo
- Lil Chrizz
- Sick Ryk
- Babyshitter
- Cenobite 53

### Itálie
- RLZ Klan

### Řecko
- Shitsmearer

### Nizozemsko
- Dope D.O.D